# Declieuxia muscosa
Declieuxia muscosa är en måreväxtart som beskrevs av Augustin François César Prouvençal de Saint-Hilaire 1833.
Declieuxia muscosa ingår i släktet Declieuxia och familjen måreväxter. Inga underarter finns listade i Catalogue of Life.